# Pterolophia siamana
Pterolophia siamana là một loài bọ cánh cứng trong họ Cerambycidae.